# 双子野百合
双子野百合（学名：Crotalaria elliptica）为豆科野百合属下的一个种。

## 扩展阅读
- 維基物種上的相關：双子野百合